# 나의 직장상사는 코미디언
《나의 직장상사는 코미디언》(영어: Hacks)은 맥스(전 HBO 맥스)에서 2021년부터 방영 중인 미국의 코미디 드라마 텔레비전 시리즈이다. 2024년 5월 시즌 4 제작이 확정되었다.

## 개요
전설로 취급받는 라스베이거스 스탠드업 코미디언 데버라 밴스는 펄메토 카지노 전속 계약이 끝날 위기에 처하면서 낡은 유머와 이미지 쇄신이 당장 급해진다. 같은 시각 젊은 코미디 작가 에이바는 트위터에 올린 글 하나 때문에 업계에서 거의 매장되고 좀처럼 일자리를 찾지 못한다.
둘 모두를 담당하는 에이전트 지미가 두 문제를 동시에 해결하기 위해 에이바를 데버라의 새 수석 작가로 보내면서 둘은 우여곡절을 겪으며 서서히 유대를 쌓아간다. 에이바는 새 상사가 된 데버라가 좀 더 위험을 감수하고 전에 없던 시도를 하도록 독려하고, 데버라는 에이바가 개인 문제를 헤쳐나가는 과정을 돕는다.

## 출연진
메인
- 진 스마트 - 데버라 밴스 역
- 해나 아인바인더 - 에이바 대니얼스 역: 양성애자.
- 폴 W. 다운스 - 지미 루색 주니어 역: 데버라와 에이바의 에이전트. (시즌 3, 시즌 1-2 조연)
- 로즈 아브두 - 호세피나 역: 데버라의 저택 관리자. (시즌 3, 시즌 1-2 조연)
- 마크 인델리카토 - 데이미언 역: 데버라의 개인 조수. (시즌 3, 시즌 1-2 조연)

리커링
- 케이틀린 올슨 - 데버라 "DJ" 밴스 주니어 역: 데버라의 딸.
- 크리스토퍼 맥도널드 - 마티 길레인 역: 펄메토 카지노 CEO.
- 제인 애덤스 - 니나 대니얼스 역: 에이바의 어머니.
- 로렌사 이소 - 루비 역: 배우. 에이바의 여자친구.
- 로런 위드먼 - 페지멘티 역: 라스베이거스 시장.

게스트
- 브렌트 섹스턴 - 마이클 역: 지미의 상사. 케일라의 아버지. (시즌 1)
- 제프 워드 - 조지 역: 에이바와 엮이는 남성.
- 루이스 허섬 - 데니스 대니얼스 역: 에이바의 아버지.
- 애나 마리아 호스퍼드 - 프랜신 역: 코미디언. 데버라의 오랜 친구.
- 린다 펄 (시즌 1) / J. 스미스캐머런 (시즌 3) - 캐시 밴스 역: 데버라와 사이가 멀어진 여동생.
- 마사 켈리 - 바버라 역: 인사부장. (시즌 2)
- 밍나 원 - 재닛 스톤 역: 탤런트 에이전트. 지미의 경쟁자. (시즌 2)
- 로리 멧캐프 - "위드"/앨리스 역: 투어 매니저. (시즌 2)
- 웨인 뉴턴 - 본인 역 (시즌 2)
- 마거릿 조 - 본인 역 (시즌 2)
- 해리엇 샌섬 해리스 - 수전 역: 데버라의 옛 친구. (시즌 2)
- 수지 에스먼 - 일레인 카터 역: 감독. 데버라의 옛 친구. (시즌 2)
- 데번 사와 - 제이슨 역 (시즌 2)
- 헬렌 헌트
- 딜런 걸룰라
- 마리오 캔톤
- 맷 부시